# Ricadi
Ricadi é uma comuna italiana da região da Calábria, província de Vibo Valentia, com cerca de 4.471 habitantes. Estende-se por uma área de 22 km², tendo uma densidade populacional de 203 hab/km². Faz fronteira com Drapia, Joppolo, Spilinga, Tropea.

## Demografia
| Variação demográfica do município entre 1861 e 2011                               |
|                                                                                   |
| Fonte: Istituto Nazionale di Statistica (ISTAT) - Elaboração gráfica da Wikipedia |